# 安藤裕 (競馬)
安藤 裕（あんどう ひろし、1979年10月19日 - ）は、東京都出身の競馬の元騎手。現在は英語通訳やレースホースコーディネーターとして活動。
日本工業大学付属中学校（現駒場中学校）では野球部に在籍し、ポジションは二塁手だった。同高校では器械体操部に所属。騎手としては主にカナダ、マレーシアで活動していた。ニックネームはハッピー。身長171cm、体重48kg。
父はセタノキングなどの馬主として知られる安藤忠代士。

## 来歴
日本の中央競馬の騎手となることを志したが視力が悪かったために断念し、1999年に単身渡英、競馬学校に入学。卒業後、ジョン・ゴスデン（John Gosden）調教師の厩舎で下乗りとなり働き同国で騎乗契約を結ぶことを目指すがうまくいかず、2001年にカナダに渡り2003年に騎手免許を取得。カナダにおける日本人騎手第1号である。
当初所属したウッドバイン競馬場では騎乗馬の確保に苦しむも、格下のフォートエリー競馬場専属になってから頭角をあらわし、2005年7月には重賞初勝利を挙げた。またカナダのシーズンオフにはマレーシアでも騎乗し、通算110勝。
怪我で騎手を引退し、2007年11月、日本に一時帰国していた際横浜ベイスターズの通訳募集の記事を偶然目にし、「野球界で働きたい」という積年の思いから応募。2008年1月16日に採用が決まった。
その後は再度競馬界に戻り、2014年から中央競馬に進出。オイシン・マーフィーらの通訳兼エージェントとして活動している。